# Устекінумаб
Устекінумаб (лат. Ustekinumabum, англ. Ustekinumab) — синтетичний препарат, який є повністю людським моноклональним антитілом до рецепторів інтерлейкіну-12 та інтерлейкіну-23. Устекінумаб застосовується як підшкірно, так і внутрішньовенно. Устекінумаб розроблений у лабораторії компанії «Janssen-Cilag» та її дочірньої компанії «Centocor», та отримав схвалення від FDA для клінічного застосування у 2009 році, у цьому ж році устекінумаб схвалений для клінічного використання для лікування важких форм псоріазу в Європейському Союзі та Канаді. У 2016 році Устекінумаб схвалений FDA та Європейським агентством з лікарських засобів для лікування важких та помірно важких форм хвороби Крона при неефективності стандартного лікування або лікування іншими імунобіологічними препаратами.

## Фармакологічні властивості
Устекінумаб — синтетичний лікарський препарат, який є повністю людським моноклональним антитілом до рецепторів інтерлейкіну-12 та інтерлейкіну-23. Механізм дії препарату полягає у зв'язуванні устекінумабу із рецепторами інтерлейкіну на поверхні активованих T-лімфоцитів, що призводить до гальмування імунної відповіді на появу антигенів, у тому числі на активацію імунних клітин, внутрішньоклітинну передачу сигналу і секрецію цитокінів. Устекінумаб застосовується для лікування важких форм псоріазу та псоріатичного артриту, і при його застосуванні як значно зменшувалися шкірні прояви псоріазу, так і знижувалися прояви псоріатичного артриту. Пізніше під час клінічних досліджень встановлена ефективність устекінумабу в лікуванні хвороби Крона, причому вона виявилась вищою, ніж у іншого моноклонального антитіла бріакінумаба. Пізніше устекінумаб також схвалений для лікування хвороби Крона у випадках неефективності стандартного лікування або інгібіторів фактору некрозу пухлини. При застосуванні устекінумабу спостерігається незначна кількість побічних ефектів, переважна більшість з яких є легкими або помірної важкості.

### Фармакокінетика
Устекінумаб повільно розподіляється в організмі після внутрішньовенного та підшкірного застосування, максимальна концентрація препарату в крові досягається протягом 8,5 діб. Біодоступність устекінумабу після підшкірного застосування становить 57,2 %. Дані про метаболізм препарату та шляхи його виведення з організму відсутні. Період напіввиведення препарату з організму становить 15—32 доби. Кліренс устекінумабу може змінюватися у пацієнтів із великою масою тіла або пацієнтів із цукровим діабетом..

## Покази до застосування
Устекінумаб застосовують при бляшковому псоріазі при неефективності або непереносимості системної терапії, а також при псоріатичному артриті при неефективності базових протиревматичних препаратів.

## Побічна дія
При застосуванні устекінумабу побічні ефекти спостерігаються нечасто, переважна більшість з них є легкими або помірної важкості. Найчастішими побічними явищами при застосуванні препарату є різноманітні інфекційні захворювання, зокрема пневмонії, гострі респіраторні інфекції, вкрай рідко туберкульоз. Рідким побічним єфектом є поява у хворих злоякісних пухлин. Іншими частими побічними ефектами устекінумабу є головний біль та болі в суглобах. Іншими побічними ефектами препарату є:
- Алергічні реакції та з боку шкірних покривів — шкірний висип, свербіж шкіри, кропив'янка, синдром Лаєлла, набряк Квінке, анафілактичний шок, лущення шкіри.
- З боку травної системи — нудота, діарея.
- З боку нервової системи — запаморочення, депресія, параліч лицевого нерва.
- З боку дихальної системи — біль у ротовій порожнині або глотці, закладеність носа.
- З боку опорно-рухового апарату — біль у спині, біль у м'язах, біль у кінцівках.
- Реакції у місці введення препарату — біль, припухлість, свербіж, кровотеча або подразнення у місці введення препарату.

## Протипокази
Устекінумаб протипоказаний при застосуванні при підвищеній чутливості до препарату; злоякісних пухлинах; при наявності важких активних інфекцій, зокрема туберкульозу;при вагітності та годуванні грудьми.

## Форми випуску
Устекінумаб випускається у вигляді розчину для ін'єкцій у шрицах по 0,5 і 1 мл із вмістом діючої речовини 90 мг/мл.